# مبروكة الزبدية

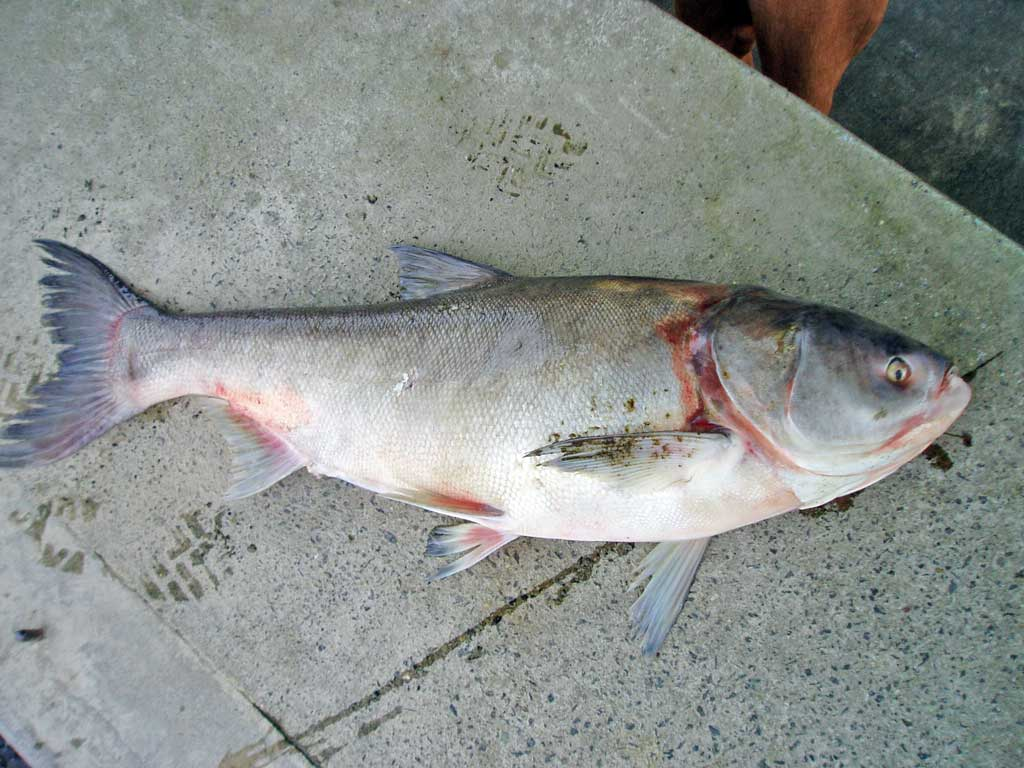
مبروك الحشائش

مبروكة الزبدية أو الشبوط أو المبروكة العادية (بالإنجليزية: Silver carp)‏ و(باللاتينية: Hypophthalmichthys molitrix) لونها فضي لامع قشوره صغيرة جدا إلا انه في بعض الأحيان يتخلله قشر كبير بعض الشئ وتجويف معدتها كبير وموطنها آسيا والصين خاصة.